# Коммуна Свет
Комму́на Свет — бывший посёлок Петровского сельсовета Петровского района Тамбовской области. В 1978 году включен в состав посёлка Троицкий.

## География
Располагался в 1,5 км к западу от райцентра села Петровского, ныне восточная часть посёлка Троицкий.

## История
Прежде на месте Коммуны находилась усадьба статского советника члена Воронежского окружного суда, председателя окружного суда Ивана Никоновича Назаревского. Основной дом был 2-этажным; от него к купальне шла мощенная кирпичом липовая аллея. Сегодня от поместья остается лишь два дома — мельница и прислуги. Ранее усадьба принадлежала тестю Ивана Никоновича, отцу Марии Евграфовны Вельяминовой (1840—1908), помещику Евграфу Вельяминову. Одно из названий поместья — «Тихие пруды».

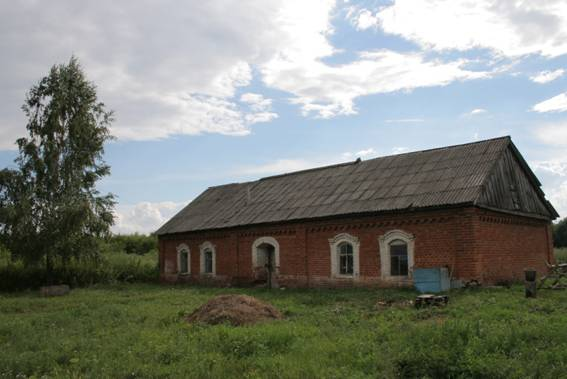
Дом прислуги, оставшийся от бывшей усадьбы

В 1920 году сюда переселились жители села Казинка (ныне Грязинского района Липецкой области). Инициатором переезда стал Пахом Никанорович Ляпин и его семья. Затем стали съезжаться его родственники и соседи. Всего переехало свыше 10 семей. Они поселились в помещичьем доме на берегу местного пруда. Переселенцы организовали коммуну под названием «Свет» (в знак светлого будущего). Потом, когда в 1930-х годах жители Коммуны и соседнего Троицкого организовали колхоз имени 17-го партсъезда, вокруг пруда стали возводить отдельные жилые дома.
Решением исполкома Тамбовского областного Совета от 30 мая 1978 г. № 235 посёлок Коммуна Свет объединен с п. Троицкий и исключен из перечня населённых пунктов области.